# Sof'ja Akat'eva
Sof'ja Dmitrievna Akat'eva (in russo Софья Дмитриевна Акатьева?; tras. angl.: Sofia Dmitrievna Akateva; Mosca, 7 luglio 2007) è una pattinatrice artistica su ghiaccio russa, specializzata nel singolo. È la campionessa nazionale dell'anno 2023. A livello juniores è la campionessa Grand Prix ISU juniores in Russia 2021 e Grand Prix ISU juniores in Polonia 2021 e due volte campionessa nazionale juniores (2021, 2022). Detiene inoltre i record mondiali juniores per il più alto punteggio totale e nel programma libero.
Dal 2017 è allenata da Ėteri Tutberidze.

## Risultati
JGP: Junior Grand Prix; GPR: Grand Prix of Russia
| Internazionali                                            | Internazionali | Internazionali | Internazionali | Internazionali | Internazionali | Internazionali |
| Evento                                                    | 2019–20        | 2020–21        | 2021–22        | 2022–23        | 2023-24        | 2024-25        |
| --------------------------------------------------------- | -------------- | -------------- | -------------- | -------------- | -------------- | -------------- |
| JGP Finale                                                |                |                | C              |                |                |                |
| JGP Polonia                                               |                |                | 1°             |                |                |                |
| JGP Russia                                                |                |                | 1°             |                |                |                |
| Nazionali                                                 |                |                |                |                |                |                |
| Campionati russi                                          |                |                |                | 1°             |                | 5°             |
| Channel One Trophy                                        |                |                |                | 1°             |                |                |
| Russian Cup Final                                         |                |                |                | 4°             |                | 4°             |
| Campionati russi juniores                                 | 2°             | 1°             | 1°             |                |                |                |
| JPR Golden Skate                                          |                |                |                | 2°             |                |                |
| JPR Moscow Stars                                          |                |                |                | 3°             |                |                |
| JPR Volga Pirouette                                       |                |                |                |                | R              |                |
| R = Ritirata; C = Evento cancellato Categoria: J = Junior |                |                |                |                |                |                |